# Mariano I. Salusio I.
Mariano I. Salusio I. († 1058) war im 11. Jahrhundert Judike im Judikat von Cagliari auf Sardinien.
.

## Leben
Mariano I. Salusio I. ist der erste bekannte Judike (Italienisch: Giudice) im Judikat von Cagliari. Sehr wahrscheinlich gab es aber bereits vor ihm Judike in Cagliari. Mariano I. Salusio I. gehörte zur Familie der Lacon Gunale.
Während seiner Regierungszeit nahm der Einfluss Pisas und Genuas sowohl ökonomisch als auch politisch stark zu.
Mariano I. Salusio I. starb im Jahr 1058. Ihm folgte sein Sohn Orzocco Torchitorio als Judike in Cagliari.